# Сіконк (Массачусетс)
Сіконк (англ. Seekonk) — місто (англ. town) в США, в окрузі Бристоль штату Массачусетс. Населення — 15 531 особа (2020).

## Демографія
Згідно з переписом 2010 року, у місті мешкали 13 722 особи в 5071 домогосподарстві у складі 3941 родини. Було 5297 помешкань
Расовий склад населення:
| - 95,2 % — білих - 1,2 % — азіатів - 1,1 % — чорних або афроамериканців - 0,2 % — корінних американців - 1,0 % — осіб інших рас |

До двох чи більше рас належало 1,4 %. Частка іспаномовних становила 1,8 % від усіх жителів.
За віковим діапазоном населення розподілялося таким чином: 21,8 % — особи молодші 18 років, 63,2 % — особи у віці 18—64 років, 15,0 % — особи у віці 65 років та старші. Медіана віку мешканця становила 43,8 року. На 100 осіб жіночої статі у місті припадало 94,4 чоловіків;  на 100 жінок у віці від 18 років та старших — 92,6 чоловіків також старших 18 років.
Середній дохід на одне домашнє господарство  становив 105 352 долари США (медіана — 86 014), а середній дохід на одну сім'ю — 117 619 доларів (медіана — 102 741). Медіана доходів становила 63 856 доларів для чоловіків та 59 667 доларів для жінок. За межею бідності перебувало 5,5 % осіб, у тому числі 8,1 % дітей у віці до 18 років та 5,2 % осіб у віці 65 років та старших.
Цивільне працевлаштоване населення становило 8327 осіб. Основні галузі зайнятості: освіта, охорона здоров'я та соціальна допомога — 25,4 %, виробництво — 13,1 %, роздрібна торгівля — 8,9 %, фінанси, страхування та нерухомість — 8,9 %.